# الانتخابات الرئاسية الصومالية 2022
أجريت الانتخابات الرئاسية في الصومال في 15 مايو 2022. جرت الانتخابات بشكل غير مباشر وذلك بعد انتخابات البرلمان الصومالي بغرفتيه مجلس الشيوخ ومجلس النواب التي بدأت في 1 نوفمبر 2021 وانتهت في 13 أبريل 2022.
كان من المقرر أن تنتهي الانتخابات لأول مرة في 24 ديسمبر 2021. وبحلول 25 ديسمبر، جرى انتخاب 24 نائباً فقط من أصل 275، وزادت الأزمة السياسية من تعقيد الأمور. كان الرئيس آنذاك محمد عبد الله محمد، في منصبه منذ انتخابات فبراير 2017 وانتهت فترته في 8 فبراير 2021 ؛ ومع ذلك جرى تمديدها إلى ما بعد الانتهاء من الانتخابات. في 10 يناير 2022، أعلن القادة الصوماليون عن إبرامهم اتفاقية لاستكمال الانتخابات الرئاسية والبرلمانية بحلول 25 فبراير، بعد التأخيرات المتكررة التي هددت استقرار البلاد. جرى التوصل إلى الاتفاق بعد عدة أيام من المحادثات، التي استضافها محمد حسين روبلي، مع قادة الولايات بهدف إنهاء الجمود بشأن الانتخابات. في 25 فبراير، تأجلت الانتخابات الرئاسية مرة أخرى إلى 15 مارس. ثم تأجلت مرة أخرى إلى 31 مارس من أجل استكمال انتخاب مجلس النواب. في 13 أبريل، انتهت انتخابات مجلس النواب. وحُدد موعد الانتخابات الرئاسية بعد ذلك ليكون في 15 مايو. هدد صندوق النقد الدولي بأن الصومال ستفقد إمكانية الحصول على حزمة مساعدات بقيمة 400 مليون دولار لمدة ثلاث سنوات إذا لم تكن هناك إدارة جديدة بحلول نهاية مايو.
وبعد ثلاث جولات، شارك فيها 36 مرشحًا، انتخب البرلمانيون بأكثر من 165 صوتًا لصالح حسن شيخ محمود، أي أكثر من العدد المطلوب لاختيار الرئيس. وجرى إعلانه رئيسًا في انتقال سلمي للسلطة بعد أن اعترف الرئيس محمد عبد الله محمد بالهزيمة وهنأ المنتصر. وسمع دوي إطلاق نار احتفالي في أجزاء من مقديشو. ورحبت الأمم المتحدة في الصومال باختتام الانتخابات، مشيدة بالطبيعة «الإيجابية» للعملية الانتخابية والتداول السلمي للسلطة.

## خلفية
كانت آخر انتخابات مباشرة متعددة الأحزاب في الصومال هي الانتخابات البرلمانية لعام 1969، والتي أعقبها مباشرة الانقلاب العسكري بقيادة سياد بري في أكتوبر من نفس العام.

### دولة الحزب الواحد
حوّل المجلس الثوري الأعلى برئاسة سياد بري البلاد إلى دولة ذات حزب واحد ماركسي لينيني. بينما أجريت الانتخابات العامة المباشرة للرئاسة في ديسمبر 1986، كانت الصومال دولة ذات حزب واحد في ذلك الوقت. كان الحزب الاشتراكي الثوري الصومالي (SRSP) هو الحزب السياسي الشرعي الوحيد، وكان سياد بري المرشح الوحيد، فانتخب من دون معارضة، وكان هناك أقل من 1500 صوتًا احتجاجيًا ضد ترشيحه. في عام 1991، انهارت الحكومة المركزية الصومالية بسبب الإطاحة بحكومة سيا بري، مما أدى إلى اندلاع حرب أهلية استمرت أكثر من 25 عامًا.

### الانتخابات الرئاسية 2017

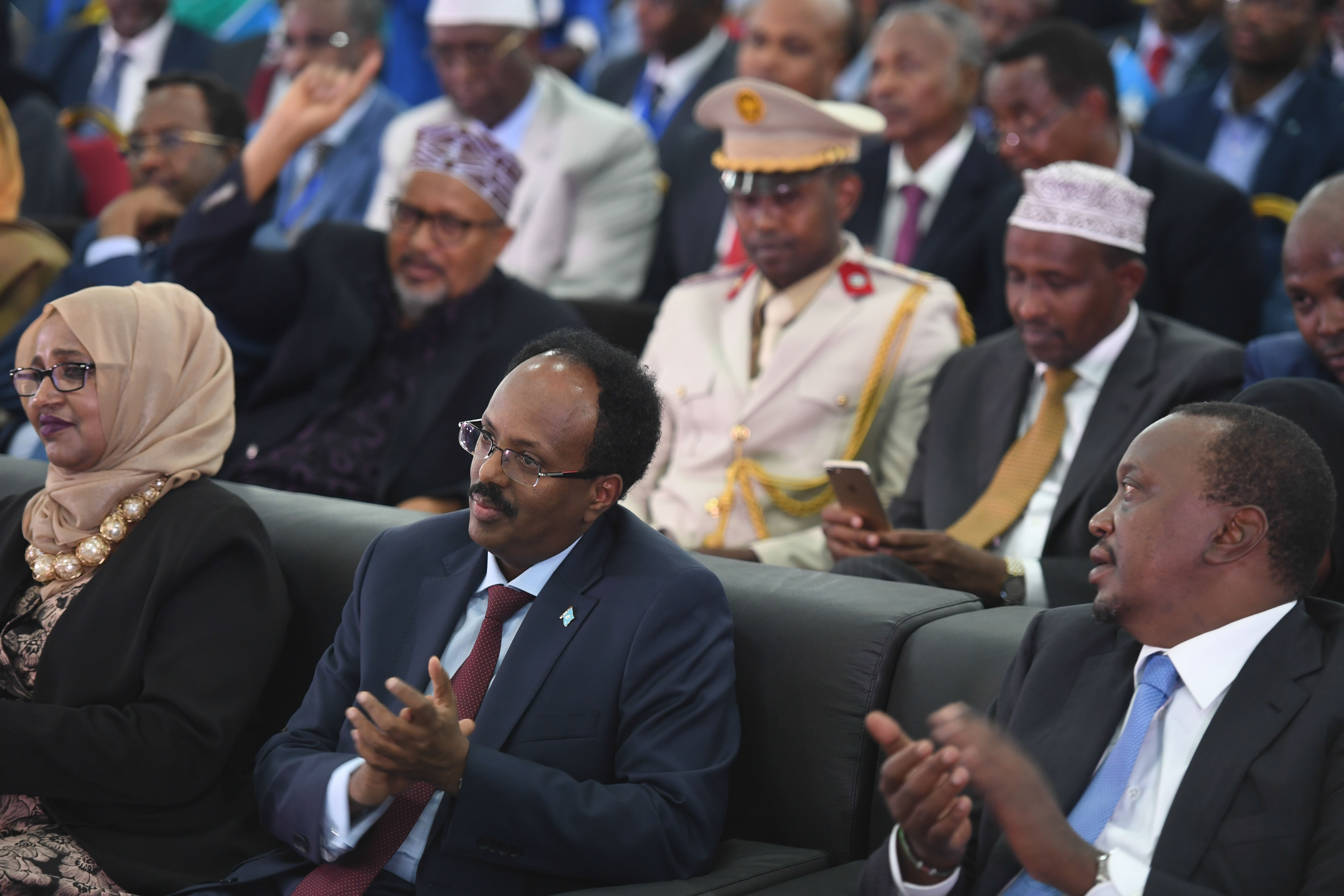
محمد عبد الله محمد خلال حفل تنصيبه عام 2017

شكلت الانتخابات الرئاسية لعام 2017 (التي كانت انتخابات غير مباشرة بواسطة البرلمان الاتحادي الصومالي) «علامة فارقة مهمة»؛ حيث جرت في حظيرة طائرات ذات حراسة أمنية مشددة في مطار آدم عبد الله الدولي، وكانت مغلقة أمام الجمهور، وانتخب أعضاء البرلمان الاتحادي الصومالي محمد عبد الله محمد ليكون الرئيس الثاني للحكومة الاتحادية الصومالية. ومع ذلك ذكرت بعض التقارير أنها كانت «علامة فساد بارزة» حيث ذكرت التقارير وجود عمليات واسعة النطاق لشراء الأصوات؛ وصفت صحيفة نيويورك تايمز السياسيين بأنهم «يقشرون رزمًا من مئات الدولارات لشراء الأصوات»، ويقدر أن ما لا يقل عن 20 مليون دولار قد استُخدمت خلال الانتخابات البرلمانية، والتي حددت بشكل مباشر نتيجة الانتخابات الرئاسية.

## الاستعدادات للانتخابات الرئاسية

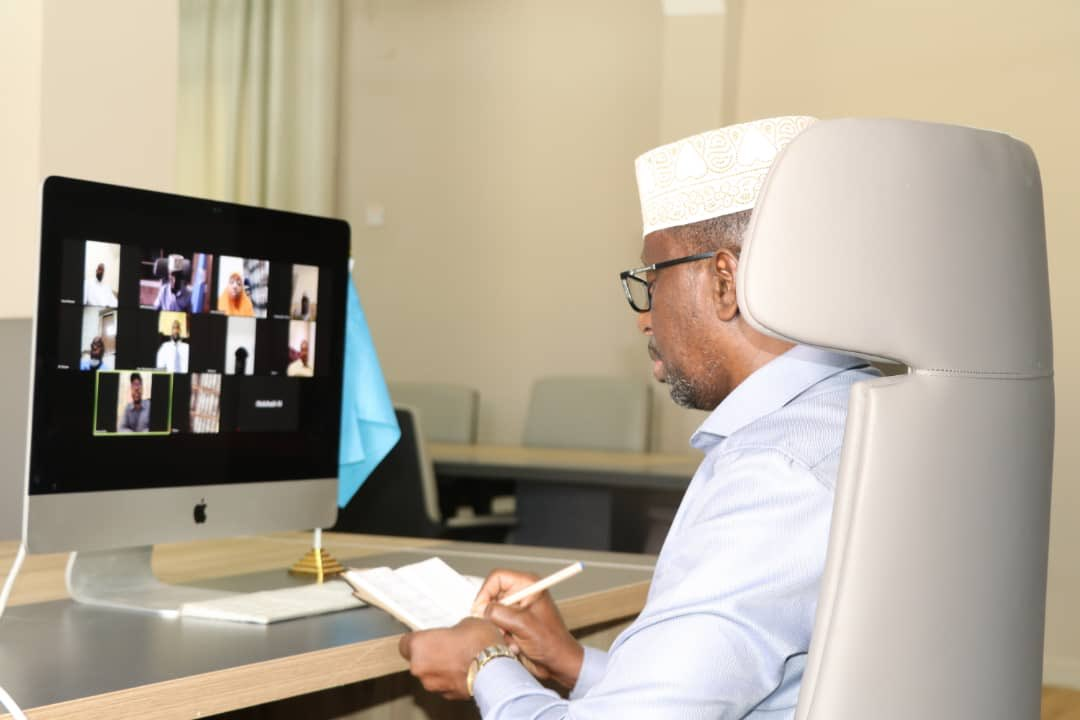
شريف شيخ أحمد يعقد لقاء بالفيديو مع منتدى الأحزاب الوطنية

وقع الرئيس محمد عبد الله تشريعًا في فبراير 2020 يمنح جميع المواطنين حق التصويت في الانتخابات البرلمانية، والتي كانت بمثابة وعد حملته الانتخابية.
في مايو 2020، أكد رئيس الوزراء حسن علي خيري أن الانتخابات ستجرى في أوائل عام 2021 في خطاب عقب اجتماع لمجلس الوزراء؛ ونُقل عنه قوله إن «إجراء انتخابات في موعدها أهم من أي شيء آخر في هذا الوقت وهي أحد الأهداف الأساسية التي عهد إلينا بها الجمهور».
ومع قُرب انتهاء ولاية محمد الرئاسية (8 فبراير 2021)، قالت مفوضة اللجنة الوطنية المستقلة للانتخابات حليمة إسماعيل إبراهيم في يونيو 2020 إن الانتخابات «لا يمكن أن تتم في الوقت المحدد». ولا يمكن الوفاء بالموعد النهائي للانتخابات البرلمانية ولا الموعد النهائي للانتخابات الرئاسية، بسبب نقص التمويل والبنية التحتية للتصويت العام. اعترض منتدى الأحزاب الوطنية (FNP) بشدة على هذا التأخير ودعا اللجنة الوطنية المستقلة للانتخابات إلى الاستقالة؛ وقال عضو الحزب الوطني الاتحادي والرئيس السابق حسن شيخ محمود «لم نكن نتوقع منهم التمديد، وخلق سحابة سياسية...». لكن حليمة إسماعيل إبراهيم رفضت التنحي.

### اتفاقية سبتمبر 2020
في سبتمبر، أُلغيت خطة الانتخابات البرلمانية المباشرة. وفي 17 سبتمبر، وافق محمد وخمسة قادة إقليميين على إجراء انتخابي منقح بناءً على الانتخابات البرلمانية الصومالية لعام 2016. في هذا الإجراء، سينتخب شيوخ العشائر المعتمدون من قِبل السلطات الاتحادية وسلطات الولايات برلمانًا يختار أعضاؤه بعد ذلك رئيسًا. اتفقت الحكومة الاتحادية الصومالية مع ممثلي الولايات على إجراء الانتخابات البرلمانية في 1 ديسمبر 2020.

### التأخير
حتى نوفمبر 2020 كان من المتوقع أن تُجرى الانتخابات الرئاسية في فبراير 2021، لكن في اللحظات الأخيرة أُعلن عن تأجيلها. في 24 نوفمبر 2020 ذكر المتحدث باسم البرلمان أبشير محمد بخاري أن الرئيس غير جاد في إجراء الانتخابات البرلمانية والرئاسية في البلاد، وأنه لا يمكن تصديق الحكومة في هذا الشأن.
وبعد مؤتمر استمر ستة أيام في مقديشو، في نوفمبر 2020، أصدر مجلس مرشحي الرئاسة بيانًا دعا فيه إلى إقالة اللجان الانتخابية واتهم الرئيس بعرقلة تنفيذ اتفاق الانتخابات. ودعوا فيها رئيس اللجنة الوطنية المستقلة للانتخابات فهد ياسين إلى التنحي بسبب تضارب المصالح كونه أيضًا رئيس حملة إعادة انتخاب محمد.
اتهم رئيس جوبا لاند أحمد مادوبي الرئيس محمد بانتهاك اتفاق انتخابات سبتمبر الذي وعدت فيه الحكومة الاتحادية الصومالية بسحب الجيش الوطني الصومالي من منطقة جدو، وتسليم الإدارة إلى كيسمايو.

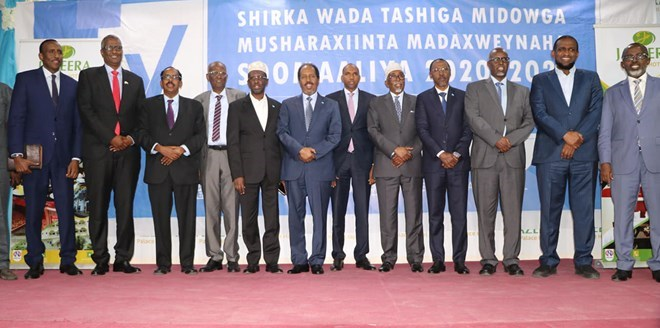
مجلس مرشحي الرئاسة الصوماليين

واتهم مجلس مرشحي الرئاسة الرئيس محمد بـ «تجاوز قانون الانتخابات بتعيين حلفائه في لجنة الانتخابات». واتهم مرشحو المعارضة، بمن فيهم شريف شيخ أحمد وحسن شيخ محمود، الحكومة الاتحادية الصومالية باختيار أعضاء وكالة المخابرات والأمن الوطنية وموظفي الخدمة المدنية الموالين لمحمد للجنة تسوية المنازعات الانتخابية. في ديسمبر، اتهم مجلس المرشحين الرئاسيين الرئيس محمد بنشر قوات الجيش الصومالي في المكاتب التي تستضيف أحزاب المعارضة. وفي هنتادير، أطلقت القوات الأمنية الذخيرة الحية وأغلقت الطرق الرئيسية بالمدينة، فيما تجمع المئات من أنصار المعارضة.
أثار المجتمع الدولي مخاوف بشأن الأزمة السياسية، ورأى البعض أن هذا المأزق الانتخابي يمثل عقبة جديدة أمام طريق الصومال نحو التحول الديمقراطي.
في ديسمبر 2020، تظاهر مئات من أنصار المعارضة في شوارع مقديشو للتنديد بالرئيس محمد بسبب تأخره في إجراء انتخابات مجلسي البرلمان. واتُهم الرئيس بالرغبة في تقويض الأمة الصومالية لتوطيد سلطته. ووردت أنباء خلال التظاهرات عن اشتباكات بين مسلحين يحمون المتظاهرين وقوات الأمن.

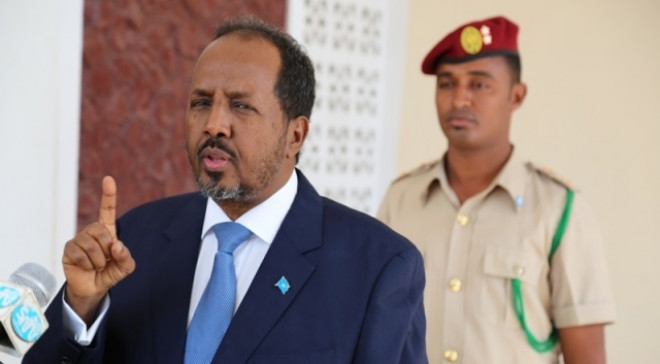
حسن شيخ محمود

اتهم الرئيس السابق حسن شيخ محمود الرئيس محمد بقمع الشعب الصومالي بعد اعتقال العديد من المتظاهرين وإصابة أربعة على الأقل على يد القوات الصومالية خلال الاحتجاجات المناهضة للحكومة.
في يناير 2021، كانت هناك مظاهرات في مقديشو مع شعور متزايد بالإحباط من المأزق الانتخابي الحالي الذي أصبح واضحًا.
في 2 فبراير 2021، عقد الرئيس محمد اجتماعا في طوس مريب مع قادة الولاية الاتحادية في محاولة لكسر الجمود الانتخابي.

### اتفاقية يناير 2022
في 10 يناير 2022، أعلن القادة الصوماليون عن إبرامهم اتفاقية لاستكمال الانتخابات الرئاسية والبرلمانية بحلول 25 فبراير، بعد التأخيرات المتكررة التي هددت استقرار البلاد. جرى التوصل إلى الاتفاق بعد عدة أيام من المحادثات التي استضافها محمد حسين روبلي مع قادة الولايات بهدف إنهاء الجمود بشأن الانتخابات.

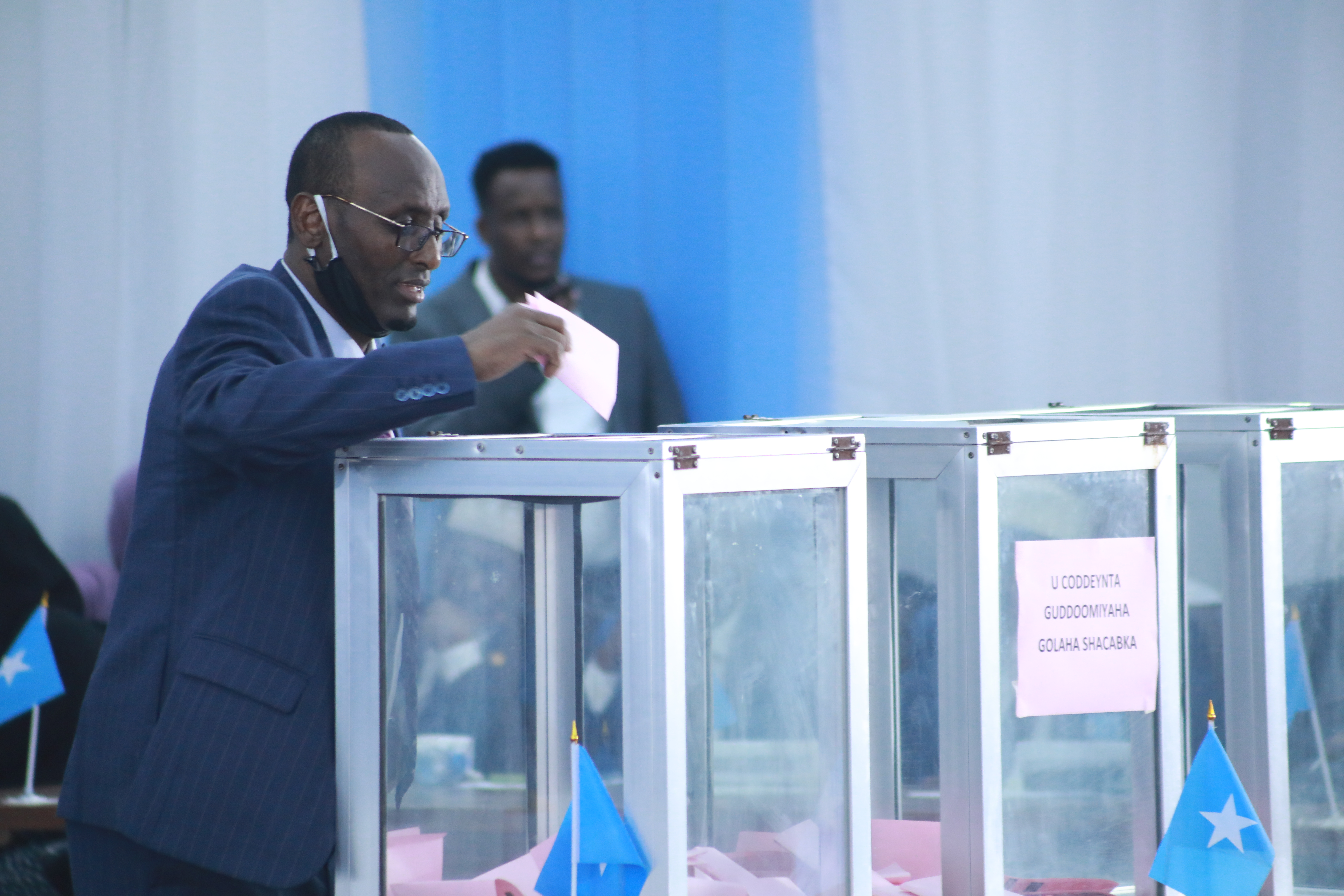
الانتخابات البرلمانية في 26 - 28 أبريل 2022

في 25 فبراير، جرى تأجيل الانتخابات الرئاسية مرة أخرى إلى 15 مارس.
في 15 مارس، تأجلت الانتخابات الرئاسية مرة أخرى إلى 31 مارس من أجل استكمال انتخاب مجلس النواب.
في 13 أبريل، انتهت انتخابات مجلس النواب. وحُدد موعد الانتخابات الرئاسية ليكون في 15 مايو. هدد صندوق النقد الدولي بأن الصومال ستفقد إمكانية الحصول على حزمة مساعدات بقيمة 400 مليون دولار لمدة ثلاث سنوات إذا لم تكن هناك إدارة جديدة بحلول نهاية مايو.

## الإجراءات
وفقًا للاتفاقيات التي جرى التوصل إليها في عامي 2020 و2021، في هذه الانتخابات، فقد جرى انتخاب رئيس الصومال بشكل غير مباشر بواسطة أعضاء مجلسي البرلمان الاتحادي الصومالي وفقًا لطريقة الاقتراع الشاملة.

## المرشحون
أعلن تسعة وثلاثون مرشحًا رئاسيًا ترشيحهم خلال فترة التسجيل، التي جرت بين 8 مايو و10 مايو 2022. وبعد ذلك سحب المرشح الرئاسي طاهر محمود جيلي ترشيحه قبل الانتخابات. انتُخب عبدقاني جيل، عضو مجلس الشيوخ من ولاية أرض البنط، رئيساً للجنة البرلمانية المشتركة التي أجرت الانتخابات الرئاسية في البلاد.
| صورة | المُرَشَّح                     | خبرة                                                     | تاريخ تسجيل المرشح |
| ---- | -------------------------- | -------------------------------------------------------- | ------------------ |
|      | عبد الكريم حسين جوليد      | الرئيس السابق لولاية غلمدغ (2015-2017)                   | 8 مايو 2022        |
|      | عبد النور شيخ محمد         | وزير التربية والتعليم العالي والثقافة السابق (2010-2011) | 8 مايو 2022        |
|      | عبد الرحمن عبدالشكور ورسمي | وزير التخطيط والتعاون الدولي الأسبق (2009-2010)          | 8 مايو 2022        |
|      | أحمد دعالي جيلي            | الرئيس السابق لولاية غلمدغ (2017-2020)                   | 9 مايو 2022        |
|      | فوزية يوسف آدم             | نائب رئيس مجلس الوزراء ووزير الخارجية السابق (2012-2014) | 9 مايو 2022        |
|      | حسن علي خيري               | رئيس وزراء الصومال الأسبق (2017-2020)                    | 8 مايو 2022        |
|      | حسن شيخ محمود              | رئيس الصومال السابق (2012-2017)                          | 9 مايو 2022        |
|      | محمد عبدالله محمد          | رئيس الصومال آنذاك (2017 إلى وقت الانتخابات)             | 9 مايو 2022        |
|      | سعيد عبد الله دني          | رئيس بونتلاند الحالي (2019-حتى الآن)                     | 10 مايو 2022       |
|      | شريف شيخ احمد              | رئيس الصومال السابق (2009-2012)                          | 8 مايو 2022        |

## النتائج
بعد الجولة الأولى من الانتخابات جرى اختيار المرشحون الأربعة الذين حصلوا على أكبر عدد من الأصوات لينتقلوا إلى الجولة الثانية من الانتخابات. ثم انتقل المرشحان الأولان في الجولة الثانية إلى الجولة الثالثة من الانتخابات. وفي الجولة الثالثة صوَّت أكثر من 165 برلمانيًا لصالح حسن شيخ محمود أي أكثر من العدد المطلوب لهزيمة الرئيس محمد عبد الله محمد. أُعلن شيخ محمود رئيساً في انتقال سلمي للسلطة بعد أن أقر الرئيس الحالي بالهزيمة وهنأ المنتصر. وسمع دوي إطلاق نار احتفالي في أجزاء من مقديشو. ورحبت الأمم المتحدة في الصومال باختتام الانتخابات، مشيدة بالطبيعة «الإيجابية» للعملية الانتخابية والتداول السلمي للسلطة.
| المرشح             | الجولة الأولى | الجولة الأولى | الجولة الثانية | الجولة الثانية | الجولة الثالثة | الجولة الثالثة |
| المرشح             | الأصوات       | %             | الأصوات        | %              | الأصوات        | %              |
| ------------------ | ------------- | ------------- | -------------- | -------------- | -------------- | -------------- |
| حسن شيخ محمود      | 52            | 16.00         | 110            | 34.00          | 212            | 66.05          |
| محمد عبد الله محمد | 59            | 19.00         | 83             | 27.00          | 109            | 33.95          |
| سعيد دني           | 65            | 20.00         | 68             | 21.00          |                |                |
| حسن علي خيري       | 47            | 15.00         | 62             | 19.00          |                |                |
| شريف شيخ أحمد      | 39            | 13.00         |                |                |                |                |
| مرشحون آخرون       |               |               |                |                |                |                |
|                    |               |               |                |                |                |                |
| أصوات صحيحة        |               |               | 323            |                | 321            |                |
| أصوات باطلة/فارغة  |               |               |                |                |                |                |
| إجمالي             |               | 100           |                | 100            |                |                |
| الممتنعون          |               |               |                |                |                |                |
| المشاركون          | 329           |               | 329            |                |                |                |